# Barbotină

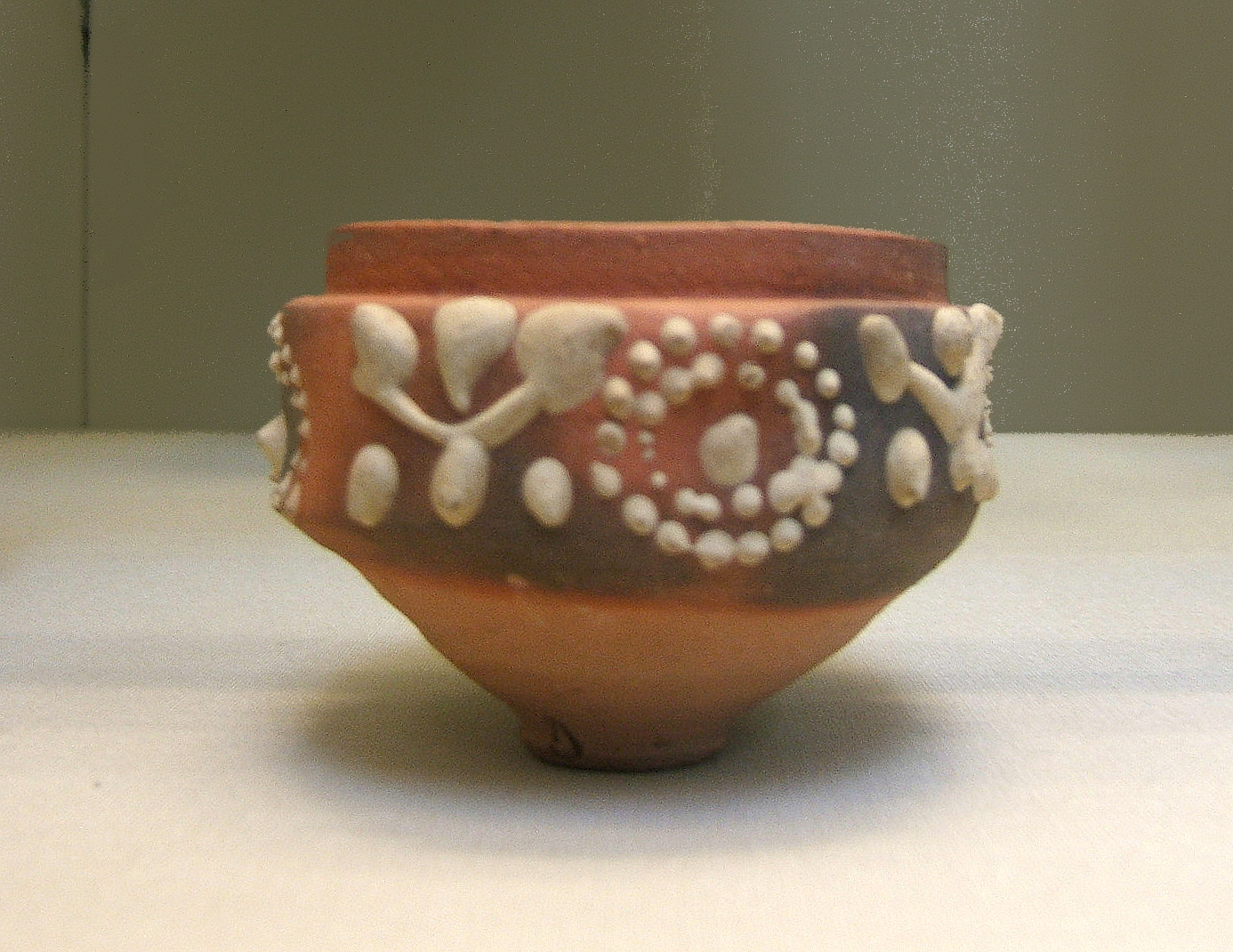
Vas decorat cu barbotină

Barbotina este o pastă diluată vitrifiabilă cu care se lipesc ornamentele și toartele pe obiectele de ceramică, respectiv un strat de lut moale aplicat pe suprafața vaselor ceramice înainte de ardere în scopul micșorării porozității. 
În principal barbotina are un caracter uzual în tehnologia de prelucrare a ceramicii, însă prin dispunerea ei are și un caracter ornamental. Aceasta tehnică de ornamentație a ceramicii se împarte în două categorii:
- barbotina neorganizată, atunci când se realizează o suprafață zgrunțuroasă
- barbotina organizată sau în vârci când cu ajutorul degetelor se creează diverse linii, proeminențe sau alte motive ornamentale.

O metodă curentă de fasonare a produselor ceramice care se folosește cu precădere în cazul produselor ce prezintă cavități este turnarea din barbotină în forme de ipsos. Viteza de turnare depinde de dimensiunea capilarelor și de concentrația lor în forma de ipsos, permeabilitatea materialului turnat în formele de ipsos, concentrația solidului în barbotină, de temperatură și vâscozitatea fluidului, etc. Barbotina pentru turnare are un conținut de apă mult mai mare decât lutul utilizat la tehnicile anterioare, astfel încât poate curge ca o smântână fluidă. După ce se toarnă în forme, ipsosul absoarbe și extrage lent apă din volumul de barbotină aflat în formă, provocând apariția unui strat întărit la contactul dintre ipsos și barbotină. După ce acest strat ajunge la grosimea considerată potrivită, forma se răstoarnă cu capul în jos, barbotina rămasă fluidă se scurge din formă și se recuperează. Apoi se deschide forma și se extrage obiectul de ceramică.
Parametrii impuși pentru barbotină sunt: greutatea litrică, tixotropia (lichefierea reversibilă a unor geluri sub influența unor acțiuni mecanice), finețea de măcinare și fluiditatea.

## Material termoizolant
Folosite în construcții, paiele necompactate au proprietăți izolatoare destul de bune, dar unul dintre dezavantajele lor majore este că sunt flamabile. O modalitate de a face paiele mai puțin inflamabile este tratarea acestora cu barbotină de argilă.